# بيتر أوونز
بيتر أوونز (بالإنجليزية: Peter Ouwens)‏ (و. 1849 – 1922 م) هو عالم، ومدير متحف هولندي، ولد في أمستردام، توفي عن عمر يناهز 73 عاماً.